# Nucléoïde

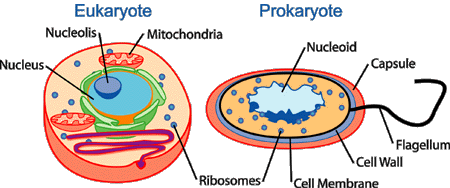
Schéma d'une cellule procaryote (à droite) montrant le nucléoïde, par rapport à une cellule eucaryote (à gauche) montrant le noyau.

Le nucléoïde est une région irrégulière située à l'intérieur des cellules procaryotes dans laquelle se trouve tout ou presque tout le matériel génétique. À la différence du noyau des cellules eucaryotes, le nucléoïde des cellules procaryotes n'est pas délimité par une membrane nucléaire. Le génome des organismes procaryotes est généralement constitué d'un double brin d'ADN circulaire dont plusieurs copies coexistent à chaque instant. La longueur de ce génome varie mais est généralement d'au moins plusieurs millions de paires de bases.

## Nucléoïde procaryote
L'ADN d'un procaryote est appelé génophore ou chromosome procaryotique. Il ne faut cependant pas confondre le chromosome procaryote avec le chromosome eucaryote, dont la structure est très différente (le chromosome procaryote ne possède pas de chromatine). Les génophores sont rendus plus compacts à l'aide d'un mécanisme appelé Super-enroulement de l'ADN, alors que les chromosomes sont compactés par la chromatine. Les génophores sont généralement sensiblement plus petits que les chromosomes eucaryotes (de l'ordre du million de paires de bases). Ils sont circulaires chez la plupart des procaryotes, et linéaires chez un petit nombre d'entre eux. Leur nature circulaire permet la réplication de l'ADN sans l'intervention de télomères.
Les nucléoïdes peuvent être clairement visualisés sur les micrographies électroniques à fort grossissement, où ils se détachent nettement du cytosol, bien que leur apparence soit variable. la coloration de Feulgen permet également d'observer les nucléoïdes au microscope optique. Le DAPI et le bromure d'éthidium, colorants l'ADN par intercalation, sont largement utilisés pour observer des nucléoïdes par microscopie à fluorescence.
Les observations expérimentales suggèrent que les nucléoïdes sont essentiellement constitués d'ADN — environ 60 % — avec une plus faible proportion d'ARN et de protéines. Ces deux derniers sont sans doute pour la plupart de l'ARN messager et des protéines de facteur de transcription, qui régulent le génome bactérien. Les protéines qui contribuent à maintenir le super-enroulement de l'acide nucléique sont différentes des histones qui contribuent à la structure des chromosomes eucaryotiques à l'aide des nucléosomes, dans lesquels l'ADN s'enroule autour d'un noyau protéique : les protéines des nucléosomes compactent au contraire l'ADN des procaryotes en stabilisant son super-enroulement.

## Nucléoïde mitochondrial
Dans les cellules eucaryotes, les protéines des mitochondries ont pour la majeure partie une origine nucléaire, mais environ 30 % de celles-ci sont codées par le génome mitochondrial.
Ce génome bicatanaire et circulaire est contenu dans les nucléoïdes des mitochondries et il en existe plusieurs copies dans chacune d'entre elles.